# Езерская, Белла Самойловна
Белла Самойловна Езерская (14 апреля 1929, Одесса — 31 декабря 2021, Нью-Йорк, Нью-Йорк) — советский и американский библиотекарь, журналистка и театральный критик, эссеист.

## Биография
Белла Езерская родилась в Одессе. В 1941 году, с началом Великой Отечественной войны, эвакуировалась с семьей в Уфу, потом в Ташкент.
В 1952 году закончила русское отделение филологического факультета Одесского государственного университета им. Ильи Мечникова. В 1956—1970 гг. работала библиотекарем в областной библиотеке имени Ленина. Одновременно с 1956 года печаталась как журналист и критик в областных одесских газетах «Знамя коммунизма», «Черноморская коммуна», «Комсомольская искра», в киевской газете «Правда Украины», киевском журнале «Радуга», московском журнале «Театр». С 1969 года член Союза журналистов СССР и Всероссийского театрального общества. Занималась распространением самиздата. В 1970—1976 гг. литературный сотрудник многотиражной газеты Одесского обувного объединения.
В 1976 году эмигрировала с мужем и сыном в США. С 1977 г. жила в Нью-Йорке. Работала в школе ассистентом учителя. Окончила аспирантуру при Хантер-колледже (англ. Hunter College) и получила степень магистра.
 «Особая, интригующая строка её биографии — долгое сотрудничество с журналом Энди Ворхола „Интервью“ (англ. Interview magazine). „Помешанный на знаменитостях, он и создал его для знаменитостей“ — голливудских звезд, королей, законодателей моды. Это было так престижно — попасть на страницы Interview Magazine: и в качестве „гостя“, и в качестве автора. А Езерскую поражала душевность её новых коллег: „…Когда я зимой приезжала из своего Фар-Раковея, замерзшая, как сосулька, ребята отпаивали меня кофе в столовой, обшитой дубовыми панелями“. Кстати, именно Ворхолу принадлежит идея собрать материалы Езерской в книгу. „Но ведь это же интервью, — переспросила она неуверенно, — жанр скоропортящийся“… „Ну и что“, — пожал плечами Ворхол. Он-то не сомневался в успехе».
Активно печаталась в периодике русского зарубежья: в газетах «Новое русское слово», «Вечерний Нью-Йорк», «В новом свете», «Форум», «Русская мысль», «Русский базар», «Русская реклама»; в журналах «Вестник», «Чайка», «Новый журнал», «Мир», «Побережье». Член Клуба русских писателей Нью-Йорка. Победительница конкурса 2007 г. за лучшую публикацию в рубрике «Прямая речь» нью-йоркской газеты «Форум».
Умерла 31 декабря 2021 года.

## Книги
- «Мастера», книга 1-я (Нью-Йорк, «Эрмитаж», 1982);
- «Мастера», книга 2-я (Нью-Йорк, «Эрмитаж», 1989);
- «Мастера», книга 3-я (Нью-Йорк, «Форум», 1998);
- «Почему молчали кариатиды» (Одесса, «Укрполиграф», 2003).

Первые три книги включают интервью с мастерами русского искусства: В. П. Аксеновым, И. А. Бродским, Г. П. Вишневской, Е. А. Евтушенко, Э. Неизвестным, В. П. Некрасовым, Б. Ш. Окуджавой, М. Л. Ростроповичем, Б. Кауфман, М. М. Плисецкой и др. В последнюю книгу вошли эссе, путевые очерки, рецензии и повесть о Пушкине «Ссылка».